# Матійко Ганна Петрівна
Ганна Петрівна Матійко (до шлюбу Ушпик; 25 лютого 1920, с. Піски Київської губернії, нині Іванківський район, Київська область — 22 лютого 2012, м. Київ) — українська науковиця, шевченкознавиця і музейниця. Одна із засновників Національного музею Тараса Шевченка.

## Життєпис
Народилася в родині робітників.
У 1938—1944 роках навчалася в Київському державному педагогічному інституті імені О. М. Горького (нині Національний педагогічний університет імені Михайла Драгоманова) на мовно-літературному факультеті (українське відділення).
Майже все своє життя мешкала у Києві, де й похована, на Байковому кладовищі, поруч із своїм чоловіком, поетом Олександром Матійком.

## Кар'єра
- 1944—1949 — старша наукова співробітниця Державного музею Тараса Шевченка,
- 1962—1986 — працювала у Літературно-меморіальному будинку — музеї Т. Г. Шевченка.

Брала участь у створенні експозиції музеїв:
- ДМШ;
- Канівського музею-заповідника Т. Г. Шевченка;
- літературно-меморіального музею І. С. Нечуя-Левицького (смт Стеблів, Черкаська область);
- Меморіального музею І. М. Сошенка (м. Богуслав, Київська область).

## Основні праці
Наукові праці:
- На полюсах Шевченкової біографії. — Київ: Т-во «Знання» УРСР, 1973. — 48 с. — (Сер. 9. «Для вдумливого, допитливого»; № 3);
- статей до «Шевченківського словника». — Т. 1. — К., 1976; Т. 2. — К., 1977.

Збірки
- В сім'ї вольній, новій. — К., 1984.
- Київ, провулок Шевченка, 8-а.
- «Державний музей Т. Г. Шевченка» (співавтор)
- Літературно-меморіальний будинок-музей Т. Г. Шевченка в Києві: фотопутівник / М-во культури УРСР; [авт.-упоряд.: О. І. Поляничко], Г. П. Матійко, В. М. Кирда, Н.  І. Мельник; заг. ред. О. І. Поляничко]. — К: Мистецтво, 1979. — 125 с.
- Литературно-мемориальный дом-музей Т. Г Шевченко в Киеве: фотопутеводитель / авт.-сост.: О. И. Поляничко, А. П. Матийко, В. Н. Кирда; [фото: В. П. Дедовой, М. А. Голяка, В. Б. ; худож. оформ. И. В. Козия]. — Киев: Мистецтво, 1981. — 127 с.
- Літературно-меморіальний будинок-музей Т. Г. Шевченка в Києві: фотопутівник / [авт.-упоряд.: О. І. Поляничко, С. Є. Драбинко, Г. П. Матійко, В. М. Кирда; фото В. Б. Концевича; ред. О. І. Поляничко]. — Київ: Мистецтво, 1986. — 126 с.

Останні спогади Ганни Матійко записані й надруковані у книзі «Дослідник на ниві Шевченкознавства» про працівників ДМШ, які стояли біля витоків його заснування, про першого директора — М. І. Мацапуру, створення експозиції тощо.